# Liebe ist nicht genug
Liebe ist nicht genug – Ich bin die Mutter eines Amokläufers (Originaltitel: A Mother’s Reckoning: Living in the Aftermath of Tragedy) lautet der Titel der 2016 erschienenen deutschsprachigen Ausgabe der Memoiren von Sue Klebold, der Mutter von Dylan Klebold, der am 20. April 1999 gemeinsam mit seinem Freund Eric Harris den Amoklauf an der Columbine High School verübte. Das Vorwort schrieb Andrew Solomon. Die Übersetzung aus dem Amerikanischen stammt von Andrea Kunstmann.

## Hintergrund
Am 20. April 1999 verübten der 18-jährige Eric Harris und der 17-jährige Dylan Klebold einen Amoklauf an der Columbine High School, bei dem sie 13 Menschen erschossen und über zwanzig weitere Personen teils schwer verletzten, bevor sie sich selbst das Leben nahmen. Die Tat, die auch als Schulmassaker von Littleton bekannt wurde, galt als die bis dahin schwerste Schulschießerei in der Geschichte der USA und inspirierte weltweit zahlreiche Nachahmungstäter. Die Ermittler kamen nach der Auswertung von Dylan Klebolds hinterlassenen Tagebuchaufzeichnungen zu dem Schluss, dass er bereits zwei Jahre vor seinem Tod depressiv und suizidal gewesen war.
Nach dem Amoklauf äußerten die Klebolds sich nur selten öffentlich zum Amoklauf ihres Sohnes. Im Jahr 2014 wurde bekannt, dass die Crown Publishing Group (Penguin Random House) sich die Rechte an Sue Klebolds Memoiren gesichert hatte. Beim Verfassen des Buches wurde sie von der Ghostwriterin Laura Tucker unterstützt. Das Vorwort lieferte Andrew Solomon, der die Klebolds für sein eigenes, 2012 erschienenes Buch Weit vom Stamm interviewt hatte. Ihren Anteil am Erlös des Buches spendet Klebold für die Suizidprävention, für die sie sich seit dem Amoklauf engagiert.

## Aufbau und Inhalt
Das Buch ist in zwei Teile und insgesamt 18 Kapitel gegliedert. Zu Beginn jedes Kapitels zitiert Klebold Auszüge aus ihren Tagebuchaufzeichnungen. Im ersten Teil des Buchs schildert sie, wie sie den Tag des Amoklaufs und die unmittelbare Zeit danach erlebte. Sie gewährt Einblick in Dylans Kindheit sowie ihr Familienleben vor der Tat und beschreibt ihre Trauerbewältigung. Im letzten Kapitel des ersten Teils schildert sie den Amoklauf, verzichtet dabei aber weitgehend auf Details.
Im zweiten Teil liegt der Fokus des Buchs auf dem Versuch zu verstehen, wie es zu dem Amoklauf kommen konnte. Hierzu beleuchtet Klebold insbesondere die letzten beiden Lebensjahre ihres Sohnes sowie seine Freundschaft zu Eric Harris. Sie hält die Suizidalität ihres Sohnes und Harris’ Einfluss für die Hauptursachen seiner Tatbeteiligung. Ihr eigenes Versagen sieht sie darin, die Anzeichen der psychischen Probleme ihres Sohnes nicht erkannt bzw. missgedeutet zu haben.
Darüber hinaus diskutiert Klebold Themen wie Mobbing in der Schule, die mediale Berichterstattung über Amokläufe und die Gefahr von Nachahmungstaten. Zur Untermauerung ihrer Annahmen zitiert sie Studien und Experten aus den Bereichen Strafverfolgung, Psychiatrie und Neurobiologie.
Am Ende des Buches wird auf Hilfsangebote für Suizidgefährdete und deren Angehörige sowie für Hinterbliebene von Menschen, die sich das Leben genommen haben, verwiesen.

## Rezeption
Das Buch schaffte es in der ersten Woche nach seiner Veröffentlichung in der Kategorie Sachbuch auf Platz 2 der Bestsellerliste der New York Times.
Rachel Shteir vom Boston Globe befand, dass Sue Klebolds Memorien nicht tief genug schürfen würden: “In ‘A Mother’s Reckoning’ there is much more suffering than understanding.” („In ‚Liebe ist nicht genug‘ gibt es viel mehr Leid als Verständnis.“) 
In ihrer Rezension schrieb Susan Dominus von der New York Times: “[Klebolds book reads] as if she had written it under oath, while trying to answer, honestly and completely, an urgent question: What could a parent have done to prevent this tragedy? […] She earns our pity, our empathy and, often, our admiration; and yet the book’s ultimate purpose is to serve as a cautionary tale, not an exoneration.” („[Klebolds Buch liest sich], als hätte sie es unter Eid geschrieben, während sie versucht, eine dringende Frage ehrlich und vollständig zu beantworten: Was hätte ein Elternteil tun können, um diese Tragödie zu verhindern? […] Sie verdient unser Mitleid, unser Mitgefühl und oft unsere Bewunderung; und doch ist der ultimative Zweck des Buches, als warnendes Beispiel und nicht als Entlastung zu dienen.“)
Meghan O’Rourke schrieb im Guardian: “[The book is] part confessional, part grief-memoir, part apology and part activist literature. […] The narrative arc takes us from denial to anger to acceptance and some kind of comprehension.” („[Das Buch ist] teils Geständnis, teils Trauer-Memoire, teils Entschuldigung und teils aktivistische Literatur. […] Der Erzählbogen führt uns von Verleugnung über Wut und Akzeptanz zu einer Art von Verständnis.“) Das Eindringlichste an dem Werk sei jedoch, dass es wichtige Fragen aufwerfe, die es selbst nicht zu beantworten vermöge.
Barbara Ellen beschrieb das Werk in ihrer Rezension für den Observer als „harrowing, brave, sad, self-castigating“ („erschütternd, mutig, traurig, selbstgeißelnd“) und hielt Klebold zugute, dass sie an keiner Stelle die Taten ihres Sohnes mit seinen psychischen Problemen entschuldige.

## Ausgaben
- Sue Klebold: Liebe ist nicht genug – Ich bin die Mutter eines Amokläufers. Aus dem Amerikanischen von Andrea Kunstmann. S. Fischer Verlag, Frankfurt am Main 2016, ISBN 978-3-596-03431-4 (Taschenbuch); ISBN 978-3-10-403579-6 (E-Book).
- Sue Klebold: A Mother’s Reckoning: Living in the Aftermath of Tragedy. The Crown Publishing Group (Penguin Random House), New York, NY 2016, ISBN 978-1-101-90275-2 (Original).